# Orde van Christus (Brazilië)
De Orde van Christus was een in 1317 ingestelde Portugese ridderorde.
In Brazilië waren gedurende het gehele koloniale tijdperk Ridders van de Orde van Christus aanwezig en tijdens het verblijf van de Portugese koning in Brazilië werd de Orde daar ook verleend. Vaak werd het kruis met briljanten en robijnen versierd. Op 9 september 1843 verklaarde de Braziliaanse keizer Pedro I de Orde van Christus tot een Braziliaanse ridderorde. De keizer stond de Ridders van Christus toe om een klein kruis van de Orde (zoals rechts tweemaal is afgebeeld) op het kruis van de Keizerlijke Orde van het Zuiderkruis te leggen.Het rode lint van de Orde kreeg een blauwe bies om de Braziliaanse en de Europese Ridders van Christus van elkaar te kunnen onderscheiden.
Omdat de Orde van Christus een door de paus bevestigde orde is vroeg keizer Pedro I paus Leo XII om officiële toestemming om in Brazilië een derde Orde van Christus te vestigen. In de bul "Praeclara Portugaliiae Algarbiorumque Regum" verklaarde de paus zich op 15 mei 1827 akkoord. De antiklerikale meerderheid in het Braziliaanse parlement heeft geen notitie van deze pauselijke inmenging in het decoratiebeleid willen nemen en pas in 1843 werd de Orde een nationale orde van Brazilië.
Op 22 maart 1890 hief de voorlopige regering van de Braziliaanse republiek de Orde op. Desondanks zien de leden van de verdreven dynastie de Orde als hun huisorde.